# 羡塘镇
羡塘镇，是中华人民共和国贵州省黔南布依族苗族自治州惠水县下辖的一个乡镇级行政单位。
2014年2月14日，贵州省人民政府批复同意惠水县部分乡镇行政区划调整，新设置的羡塘镇辖原羡塘乡及原太阳乡的五星村、和平村、阴桥村、岗金村，镇人民政府驻红旗村。

## 行政区划
羡塘镇下辖以下地区：
和平村、岗金村、五星村、阴桥村、三合村、甲奉村、龙虎村、红旗村、桃源村、遥山村、百硐村、洛浩村、比纳村和西混村。